# Saturnino Ribeiro Neto
Saturnino Ribeiro Neto, detto Saturnino (27 giugno 1968), è un ex calciatore brasiliano, di ruolo centrocampista.

## Caratteristiche tecniche
Giocava sia come centrocampista che come attaccante.

## Carriera

### Club
Nel 1992 Saturnino si trasferì in Bolivia, contattato dal Petrolero di Cochabamba che gli offrì un contratto. Alla sua prima stagione fu impiegato spesso, e segnò 7 reti; nel 1993 passò all'Independiente Petrolero di Sucre. Nella compagine di Chuquisaca divenne titolare, e disputò tre campionati: nel 1995 realizzò 10 gol e fu notato dal The Strongest di La Paz, che lo acquistò in vista della stagione seguente. Il primo torneo con il The Strongest lo vide marcare 11 volte, risultato che lo rese il secondo miglior realizzatore della squadra dopo Víctor Antelo, autore di 14 gol. Nel 1997 raggiunse la finale con il suo club, e giocò da titolare l'andata a La Paz il 16 maggio contro il Bolívar; il 18 maggio, nella gara di ritorno, fu invece impiegato come sostituto, e rimpiazzò Huber Pérez. Nel 1998 tornò all'Independiente Petrolero, mentre nel 1999 giocò una stagione con il San José di Oruro. Nel 2000 si unì a diversi altri giocatori che andarono a rinforzare il neopromosso Mariscal Braun di La Paz. Con i bianco-neri trovò continuità, e arrivò a giocare 35 delle 44 partite previste dal campionato. Nel 2001 si trovava a Cochabamba, nella rosa dell'Aurora, che disputava la Copa Simón Bolívar.